# Steve Maclin
Stephen Kupryk (né le 26 mai 1987 à Rutherford dans le New Jersey) est un catcheur américain. Il travaille actuellement à Impact Wrestling sous le nom de Steve Maclin.
Il est connu pour avoir travaillé à la World Wrestling Entertainment sous le nom de Steve Cutler de 2014 à 2021.

## Biographie

### World Wrestling Entertainment (2014-2021)
En novembre 2013, il signe un contrat de développement avec la WWE.

#### The Forgotten Sons et départ (2017-2021)
Fin 2017, Blake et Steve Cutler formèrent une équipe en live-events de NXT qu'ils appellent The Forgotten Sons, ils seront plus tard rejoint par Jaxson Ryker. Le 5 septembre 2018 à NXT, Blake, Cutler et Jaxson font leur première apparition en tant que The Forgotten Sons. Plus tard, Blake et Steve Cutler battent The Street Profits.
Le 10 avril 2020, le trio effectua ses débuts à SmackDown en battant The Lucha House Party.
Le 5 février 2021, la WWE annonce son licenciement.

### Impact Wrestling (2021-...)

#### Débuts, série d'invincibilité et Course au X Division Championship (2020-...)
Le 3 juin 2021 à Impact, une vignette est diffusée pour annoncer ses débuts prochainement à Impact Wrestling.
Le 17 juin 2021, il fait ses débuts à IMPACT en battant Jason Page.
Lors de Bound for Glory (2021), il perd contre Trey Miguel dans un Three Way Match qui comprenait également El Phantasmo et ne remporte pas le vacant Impact X Division Championship.
Lors de Turning Point, il perd contre Laredo Kid et Trey Miguel et ne remporte pas le Impact X Division Championship, Miguel effectue le tombé sur Laredo Kid.
Lors de Hard to Kill, il perd contre Trey Miguel et ne remporte pas le Impact X Division Championship, cette défaites met fin à sa série d'invincibilité.
Lors de Rebellion, il bat Chris Sabin et Jay White.
Lors de Rebellion (2023), il bat Kushida et remporte le vacant Impact World Championship.
Lors de Under Siege (2023), il conserve son titre contre PCO dans un No Disqualification Match. Après le match, lui et Bully Ray font passer Scott D'Amore à travers une table enflammée.
Lors de Against All Odds (2023), il perd son titre contre Alex Shelley qui met fin à son régne de 54 jours.

## Vie privée
Il est actuellement en couple avec Deonna Purrazzo.

## Palmarès
- Destiny World Wrestling
  - 1 fois Destiny Wrestling World Champion (actuel)
- Impact Wrestling
  - 1 fois Impact World Championship
- Monster Factory Pro Wrestling
  - 2 fois MFPW Heavyweight Champion
  - 1 fois MFPW Tag Team Champion avec Mike Spanos
- The Wrestling Revolver
  - 1 fois PWR World Champion (actuel)
  - 1 fois PWR World Tag Team Champion avec Westin Blake

## Récompenses des magazines
- Pro Wrestling Illustrated

| Année | 2019 | 2020 à 2021 | 2022 | 2023 | 2024 |
| ----- | ---- | ----------- | ---- | ---- | ---- |
| Rang  | 318  | Non classé  | 268  | 41   | 101  |